# Icon (album de Puddle of Mudd)
Pour les articles homonymes, voir Icon.
Icon est le premier album de style compilation du groupe de post-grunge et rock alternatif américain Puddle of Mudd. L'album sortira pour le 2 novembre 2010 en deux éditions différentes, une édition "clean" avec des paroles censurées et une version "explicite" avec des paroles non censurées. L'album contient chronologiquement douze chansons dont dix des quatre derniers albums du groupe, Come Clean de 2001, Life On Display de 2003, Famous de 2007 et Vol. 4 Songs in the Key of Love and Hate de 2009, le réenregistrement de la chanson titre de leur vieil album Abrasive datant de 1997 (le réenregistrement datant de 2001) ainsi que la chanson Bleed de la bande sonore du film The Punisher (film) datant de 2004.
En tant que tel, Icon sera une nouvelle série d'albums de style compilation de plusieurs groupes américains populaires.   

## Liste des chansons
1. Control
2. Abrasive
3. Blurry (version radio)
4. She hates me
5. Away from me
6. Heel over head
7. Bleed
8. Famous
9. Psycho
10. Livin' on borrowed time
11. Stoned
12. Keep it together